# Grenze zwischen Burkina Faso und Niger

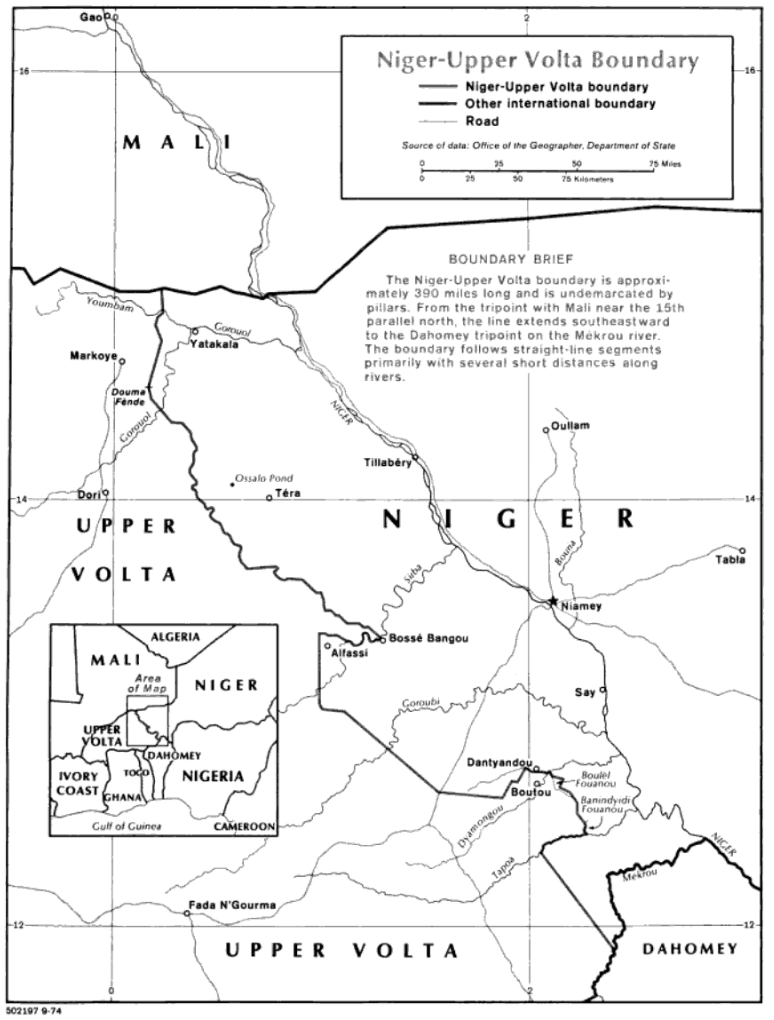
Karte des Grenzverlaufs nach dem Stand 1974; Burkina Faso noch als Upper Volta, Benin als Dahomey bezeichnet

Die Grenze zwischen Burkina Faso und Niger trennt als internationale Landgrenze diese beiden Staaten. Die Grenzlänge wird mit 622 oder 628 km angegeben. Die Grenze verläuft vom Dreiländereck Burkina Faso-Mali-Niger bis zum Dreiländereck Benin-Burkina Faso-Niger.

## Geschichte
In der Folge der Berliner Kongokonferenz (1884) erfolgte eine grobe Aufteilung der Interessengebiete der europäischen Kolonialmächte in Afrika. Darauf drang Frankreich in das obere Nigergebiet vor. Die Grenze wurde durch die französische Kolonialverwaltung erstmals 1919 nach der Abtrennung des damaligen Obervolta von der Kolonie Obersenegal und Niger als innerkoloniale Verwaltungsgrenze festgelegt. Niger war eine getrennte Kolonie innerhalb der Gesamtkolonie Französisch-Westafrika. Vor 1926/27 wurde die Grenze zwischen Niger und dem damaligen Obervolta durch den Niger-Fluss gebildet, jedoch wurden in der Folge Gebiete westlich des Flusses durch ein Dekret Niger zugeschlagen. Von 1932 bis 1947 war das Gebiet von Obervolta den umliegenden französischen Kolonien zugeschlagen, 1947 wurde die Kolonie aber im früheren Umfang wieder eingerichtet.
Obervolta und Niger erlangten im August 1960 die Unabhängigkeit und die Verwaltungsgrenze wurde so zur internationalen Grenze. Mali erhielt schon 1960 (damals kurzzeitig in der Mali-Föderation mit Senegal), Burkina Faso (zuvor Obervolta) im August 1984, Benin (zuvor Dahomey) am 1. Dezember 1975 den Namen Volksrepublik Benin, 1990 die Bezeichnung Republik Benin.
Ein Grenzstreit zwischen den Staaten Burkina Faso und Niger wurde durch das Urteil des Internationalen Gerichtshofs in Den Haag vom 16. April 2016 beigelegt. Die Grenzfestlegung erfolgte „from the Tong-Tong astronomic marker, situated at the point with geographic co-ordinates 14° 24' 53.2" N; 00° 12' 51.7" E, to the Tao astronomic marker, the precise co-ordinates of which remain to be determined by the Parties as specified in paragraph 72 of the present Judgment, the course of the frontier between Burkina Faso and the Republic of Niger takes the form of a straight line; from the Tao astronomic marker, the course of the frontier follows the line that appears on the 1:200,000-scale map of the Institut géographique national (IGN) de France, 1960 edition, (hereinafter the “IGN line”) until its intersection with the median line of the River Sirba at the point with geographic co-ordinates 13° 21' 15.9" N; 01° 17' 07.2" E; from this latter point, the course of the frontier follows the median line of the River Sirba upstream until its intersection with the IGN line, at the point with geographic co-ordinates 13° 20' 01.8" N; 01°07' 29.3" E; from that point, the course of the frontier follows the IGN line, turning up towards the north-west, until the point, with geographic co-ordinates 13° 22' 28.9" N; 00° 59' 34.8" E, where the IGN line turns south. At that point, the course of the frontier leaves the IGN line and continues due west in a straight line until the point, with geographic co-ordinates 13° 22' 28.9" N; 00° 59' 30.9" E, where it reaches the meridian which passes through the intersection of the Say parallel with the right bank of the River Sirba; it then runs southwards along that meridian until the said intersection, at the point with geographic co-ordinates 13° 06' 12.08" N; 00° 59' 30.9" E; from this last point to the point situated at the beginning of the Botou bend, with geographic co-ordinates 12° 36' 19.2" N; 01° 52' 06.9" E, the course of the frontier takes the form of a straight line ...“
Durch den Spruch fielen 14 Dörfer an Burkina Faso, vier an Niger.

## Grenzverlauf
Die Grenze nimmt am Dreiländereck mit Mali (14°59'24"N, 0°13'48"E). ihren westlichen Ausgang und verläuft dann in generell südöstlicher Richtung zum Dreiländereck mit Benin (früher Dahomey) im Fluss Mékrou (11°54'0"N, 2°24'36"E).

## Verkehr
Die Grenze wird von den Nationalstraßen von Burkina Faso N4 bei Kantchari, Fortsetzung als N6 (Niger) nach Niamey und N23 (östlich von Dori (Burkina Faso)), Fortsetzung als N4 (Niger) über Téra nach Niamey, gequert.

## Orte nahe der Grenze

### Burkina Faso
- Dembam
- Tamba
- Ouro Boulé
- Soffokèl
- Barbabouga
- Takatami
- Gabouga
- Kantchari
- Botou
- Kogori
- Garibonga

### Niger
- Dolbel
- Fantio
- Amarsingué
- Pétèlkolé
- Bangaré
- Séno Bellabé
- Bossey Bongou
- Alfassi
- Kokoloko
- Dogona Boborgou Saba
- Kodjaga
- Koguel
- Boni
- Mossi Paga
- Tchélol Ballol
- Dantchandou
- Boulel